# Siódemka z Cambridge

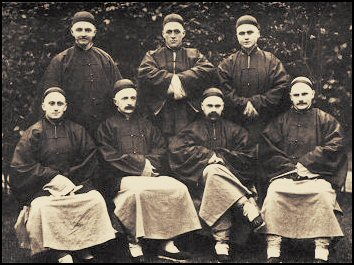
Siódemka z Cambridge w strojach chińskich – 1885

Siódemka z Cambridge – siedmiu studentów z Uniwersytetu Cambridge, którzy w 1885 roku zdecydowali się pojechać do Chin jako misjonarze. Byli to:
- Charles Thomas Studd
- Montagu Harry Proctor Beauchamp
- Stanley P. Smith
- Arthur T. Polhill-Turner
- Dixon Edward Hoste
- Cecil H. Polhill-Turner
- William Wharton Cassels

Przyjęci do Chińskiej Misji Kontynentalnej przez Hudsona Taylora, znacząco pomogli zwiększyć wpływ tej organizacji.